# طوفان در شهر ما

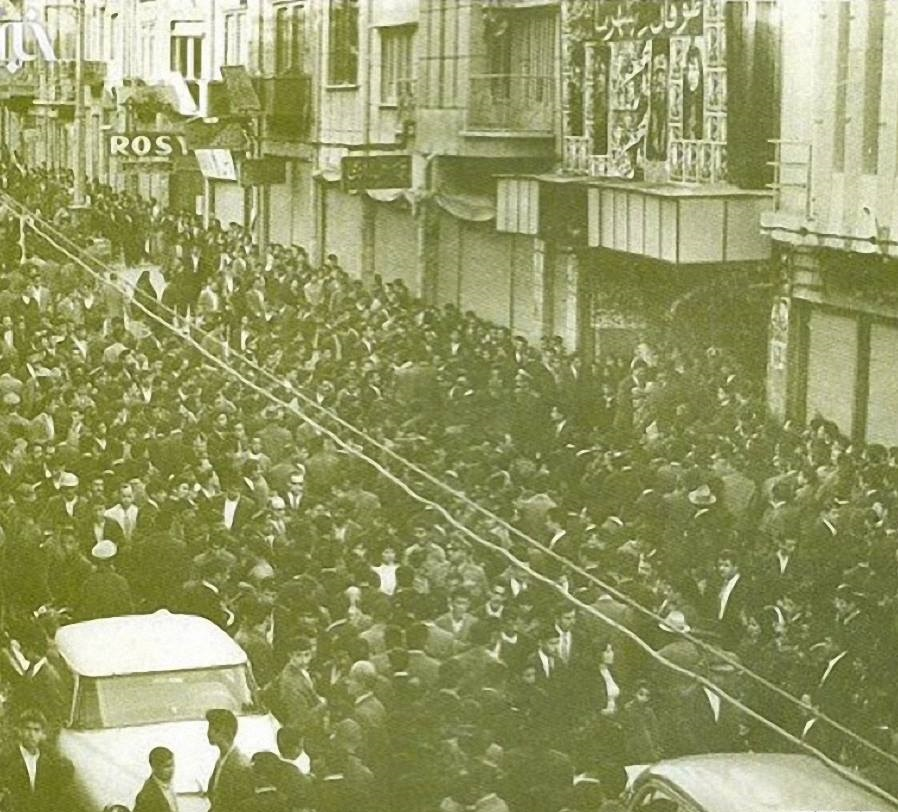
اولین روز نمایش فیلم طوفان در شهر ما در ۲۴ فروردین ۱۳۳۷ در سینما ایران (خیابان لاله‌زار)

طوفان در شهر ما فیلمی به کارگردانی و نویسندگی ساموئل خاچیکیان محصول سال ۱۳۳۷ است. اولین حضور گروه سه نفره کمدی در این فیلم است.

## داستان
دیوانه ای زخمی (آرمان) از تیمارستان می‌گریزد و در خانه ای غیرمسکونی پناه می‌گیرد. در این خانه «سیمین» که به تازگی شوهرش را از دست داده به همراه فرزندش زندگی می‌کند. سیمین با جوانی به نام «سعید» آشنا می‌شود و با وجود او امیدواری تازه ای به ادامهٔ زندگیش پیدا می‌کند. در همین حال خواهر سعید که با جوان خوشگذرانی دوست است، در یک حالت بی‌خبری کارش به آن خانه کشیده می‌شود و پیش از آنکه برادر دختر و پلیس بتوانند دخالت کنند، دیوانهٔ فراری به یاری دختر می‌شتابد و جوان را از پای درمی‌آورد و خود گرفتار می‌شود.

## تولید و نمایش
اولین محصول استودیو آژیرفیلم است که ژوزف واعظیان و شاهرخ رفیع آن را تهیه‌کنندگان آن بودند. ساموئل خاچیکیان فیلمنامه‌نویس و کارگردان و واهاک وارطانیان نیز فیلمبردار آن بودند. بزرگ لشکری آهنگ‌های آن را ساخت و عبدالله الفت شعر آهنگ‌ها را سرود و الهه و ویگن اجرای آن‌ها را برعهده گرفتند. کارهای فنی این فیلم را سورن خاچیکیان، روبیک، وانیک و آراکل باباخانیان بعهده داشتند.
این فیلم برای نخستین بار در ۲۴ فرودین ۱۳۳۷ در سینماهای مولن روژ، دیانا و ایران نمایش داده شد.

## نمایش نسخه مرمت‌شده
فیلم طوفان در شهر ما در سال ۱۳۹۶ با همکاری فیلم‌خانه ملی ایران در مرکز مرمت فیلم بولونیا به همراه سه فیلم دیگر از خاچیکیان، دلهره، ضربت و چهارراه حوادث، مرمت شد. نسخه مرمت شدهٔ این فیلم به همت سینماتک خانهٔ هنرمندان و با همکاری فیلم‌خانه ملی ایران در تاریخ ۱ بهمن ۱۳۹۷ در سالن ناصری خانه هنرمندان به نمایش درآمد و پرویز جاهد نقد و بررسی شد.

## شروع همراهی گروه سه نفره
با این فیلم گروه سه نفره (گرشا سپهرنیا و متوسلانی) به‌طور تصادفی کنار هم قرار گرفتند و عملاً استقبال از این سه نفر باعث شکل‌گیری گروه کمدین سه نفره آنها شد. این اولین حضور متوسلانی در سینما بعنوان بازیگر است.

## بازیگران
- حسین دانشور
- آرمان
- روفیا
- منصور سپهرنیا
- گرشا رئوفی
- واهان آقامالیان
- اکبر خواجوی
- سوسن
- محمد متوسلانی
- ویدا قهرمانی